# Nemotelus tristis
Nemotelus tristis är en tvåvingeart som beskrevs av Jacques-Marie-Frangile Bigot 1887. Nemotelus tristis ingår i släktet Nemotelus och familjen vapenflugor. Inga underarter finns listade i Catalogue of Life.